# الظفاوة (السياني)

تعديل مصدري - تعديل

الظفاوة هي إحدى قرى عزلة عميد الخارج بمديرية السياني التابعة لمحافظة إب، بلغ تعداد سكانها 682 نسمة حسب تعداد اليمن لعام 2004.